# Jonas Björkman
Jonas Lars Björkman (Växjö, 23 maart 1972) is een voormalig professionele Zweedse tennisspeler.
Björkman won in zijn loopbaan 6 titels in het enkelspel, maar heeft zijn grootste successen in het dubbelspel behaald. Samen met Australiër Todd Woodbridge schreef hij drie Wimbledon-titels op rij op zijn palmares. In totaal won hij 42 titels in het dubbelspel, waarvan 9 grandslams. Hij heeft elk grandslamtoernooi in het herendubbelspel minimaal één keer gewonnen. 
In het enkelspel bereikte de Zweed in 1997 de halve finale op de US Open, waarin hij in vijf sets zeer nipt verloor van de Brit Greg Rusedski. Björkman baarde opzien door in de nadagen van zijn carrière in 2006 de halve finale op Wimbledon te bereiken, maar werd daarin met 6-2 6-0 en 6-2 kansloos verslagen door Roger Federer.

## Palmares
| Legenda                       | Legenda               |
| ----------------------------- | --------------------- |
| Grand Slam                    |                       |
| Olympische Spelen             |                       |
| tot 2009                      | vanaf 2009            |
| Tennis Masters Cup            | ATP Finals            |
| ATP Masters Series            | ATP Tour Masters 1000 |
| ATP International Series Gold | ATP Tour 500          |
| ATP International Series      | ATP Tour 250          |

### Enkelspel
| Nr.              | Datum             | Toernooi            | Ondergrond    | Tegenstander in finale | Score                 | Details |
| ---------------- | ----------------- | ------------------- | ------------- | ---------------------- | --------------------- | ------- |
| Gewonnen finales |                   |                     |               |                        |                       |         |
| 1.               | 5 januari 1997    | ATP Auckland        | Hardcourt     | Kenneth Carlsen        | 7-6(7), 6-0           | Details |
| 2.               | 11 augustus 1997  | ATP Indianapolis    | Hardcourt     | Carlos Moyà            | 6-3, 7-6(3)           | Details |
| 3.               | 3 november 1997   | ATP Stockholm       | Hardcourt (i) | Jan Siemerink          | 3-6, 7-6(5), 6-2, 6-4 | Details |
| 4.               | 15 juni 1998      | ATP Nottingham      | Gras          | Byron Black            | 6-3, 6-2              | Details |
| 5.               | 17 juni 2002      | ATP Nottingham (2)  | Gras          | Wayne Arthurs          | 6-2, 6-7, 6-2         | Details |
| 6.               | 26 september 2005 | ATP Ho Chi Minhstad | Tapijt (i)    | Radek Štěpánek         | 6-3, 7-6(4)           | Details |
| Verloren finales |                   |                     |               |                        |                       |         |
| 1.               | 17 april 1995     | ATP Hong Kong       | Hardcourt     | Michael Chang          | 3-6, 1-6              | Details |
| 2.               | 5 mei 1997        | ATP Coral Springs   | Gravel        | Jason Stoltenberg      | 0-6, 6-2, 5-7         | Details |
| 3.               | 27 oktober 1997   | Parijs              | Tapijt (i)    | Pete Sampras           | 3-6, 6-4, 3-6, 1-6    | Details |
| 4.               | 10 februari 2003  | ATP Marseille       | Hardcourt (i) | Roger Federer          | 2-6, 6-7(6)           | Details |
| 5.               | 19 juni 2006      | ATP Nottingham      | Gras          | Richard Gasquet        | 4-6, 3-6              | Details |

## Prestatietabel
| Legenda | Legenda                          |
| ------- | -------------------------------- |
| g.t.    | geen toernooi gehouden           |
| l.c.    | lagere categorie                 |
| –       | niet deelgenomen                 |
| G       | uitgeschakeld in de groepsfase   |
| 1R      | uitgeschakeld in de eerste ronde |
| 2R      | uitgeschakeld in de tweede ronde |
| 3R      | uitgeschakeld in de derde ronde  |
| 4R      | uitgeschakeld in de vierde ronde |
| KF      | uitgeschakeld in de kwartfinale  |
| HF      | uitgeschakeld in de halve finale |
| F       | de finale verloren               |
| W       | het toernooi gewonnen            |
| w-v     | winst/verlies-balans             |

### Prestatietabel grand slam, enkelspel
| Toernooi        | 1993 | 1994 | 1995 | 1996 | 1997 | 1998 | 1999 | 2000 | 2001 | 2002 | 2003 | 2004 | 2005 | 2006 | 2007 | 2008 |
| --------------- | ---- | ---- | ---- | ---- | ---- | ---- | ---- | ---- | ---- | ---- | ---- | ---- | ---- | ---- | ---- | ---- |
| Australian Open | –    | 2R   | 3R   | 4R   | 4R   | KF   | 1R   | 3R   | 1R   | KF   | –    | 1R   | 1R   | 1R   | 2R   | –    |
| Roland Garros   | –    | 3R   | 1R   | 4R   | 2R   | 1R   | 1R   | 1R   | 1R   | 1R   | 2R   | 2R   | 1R   | 1R   | 4R   | 1R   |
| Wimbledon       | –    | 4R   | 2R   | 1R   | 1R   | 3R   | 2R   | 4R   | 3R   | 1R   | KF   | 3R   | 3R   | HF   | 4R   | 1R   |
| US Open         | 2R   | KF   | 3R   | 3R   | HF   | KF   | 3R   | 2R   | 2R   | 1R   | 4R   | 1R   | 2R   | 2R   | 2R   | –    |

### Prestatietabel grand slam, dubbelspel
| Toernooi        | 1993 | 1994 | 1995 | 1996 | 1997 | 1998 | 1999 | 2000 | 2001 | 2002 | 2003 | 2004 | 2005 | 2006 | 2007 | 2008 |
| --------------- | ---- | ---- | ---- | ---- | ---- | ---- | ---- | ---- | ---- | ---- | ---- | ---- | ---- | ---- | ---- | ---- |
| Australian Open | –    | HF   | 1R   | 3R   | 3R   | W    | W    | 2R   | W    | 2R   | –    | HF   | HF   | KF   | F    | –    |
| Roland Garros   | 1R   | F    | 2R   | KF   | 2R   | HF   | 3R   | 2R   | KF   | KF   | 2R   | 3R   | W    | W    | KF   | KF   |
| Wimbledon       | 1R   | 3R   | 3R   | KF   | KF   | HF   | KF   | 3R   | 3R   | W    | W    | W    | HF   | KF   | 1R   | F    |
| US Open         | KF   | 1R   | 1R   | 1R   | F    | KF   | HF   | 1R   | 3R   | HF   | W    | 3R   | F    | F    | 3R   | 2R   |

## Eindejaarsranking
| Toernooi   | 2008 | 2007 | 2006 | 2005 | 2004 | 2003 | 2002 | 2001 | 2000 | 1999 | 1998 | 1997 | 1996 | 1995 | 1994 | 1993 | 1992 | 1991 |
| ---------- | ---- | ---- | ---- | ---- | ---- | ---- | ---- | ---- | ---- | ---- | ---- | ---- | ---- | ---- | ---- | ---- | ---- | ---- |
| Enkelspel  | 172  | 59   | 54   | 62   | 70   | 30   | 48   | 60   | 44   | 75   | 24   | 4    | 69   | 30   | 50   | 96   | 333  | 700  |
| Dubbelspel | 9    | 15   | 4    | 3    | 3    | 6    | 6    | 1    | 26   | 3    | 8    | 17   | 12   | 26   | 9    | 56   | 195  | 410  |